# Engelberto Polino Sánchez
Engelberto Polino Sánchez (* 14. März 1966 in Teuchitlán, Jalisco) ist ein mexikanischer Geistlicher und römisch-katholischer Weihbischof in Guadalajara.

## Leben
Engelberto Polino Sánchez empfing am 1. Juni 1997 das Sakrament der Priesterweihe für das Erzbistum Guadalajara.
Er absolvierte vertiefende Studien in Sozialpastoral in Santa Fe in Kolumbien und am Instituto Mexicano de Doctrina Social Cristiana in Mexiko-Stadt. Bis zu seiner Ernennung zum Bischof war er in der Pfarrseelsorge und als Diözesankoordinator für die Sozialpastoral tätig.
Am 2. Februar 2018 ernannte ihn Papst Franziskus zum Titularbischof von Vazari-Didda und zum Weihbischof in Guadalajara. Der Erzbischof von Guadalajara, Francisco Kardinal Robles Ortega, spendete ihm sowie den mit ihm ernannten Weihbischöfen Héctor López Alvarado und Juan Manuel Muñoz Curiel am 21. April desselben Jahres die Bischofsweihe.

## Weblink
- Eintrag zu Engelberto Polino Sánchez auf catholic-hierarchy.org